# Košťálov
Košťálov (en allemand : Koschtialow) est une commune du district de Semily, dans la région de Liberec, en République tchèque. Sa population s'élevait à 1 657 habitants en 2025.

## Géographie
Košťálov se trouve à 7 km au sud-est de Semily, à 33 km au sud-est de Liberec et à 89 km au nord-est de Prague.
La commune est limitée par Benešov u Semil, Bystrá nad Jizerou, Háje nad Jizerou et Peřimov au nord, par Mříčná et Kruh à l'est, par Svojek, Libštát et Lomnice nad Popelkou au sud et par Stružinec et Slaná à l'ouest.
La commune est formée par 2 002 hectares de paysage vallonné, dont une bonne partie est boisée et rocheuse. Sur la superficie totale, on compte 1 260 ha de terres agricoles, 485 ha de forêts et 23 ha de surfaces bâties.

## Histoire
La première mention écrite du village date de 1361. Vers 1361, la famille Wallenstein fit construire le château de Košťál au-dessus de la vallée du ruisseau Želechovský. En 1514, le château était déjà décrit comme abandonné. Ses vestiges sont encore visibles. L'église gothique Saint-Jacques du XIVe siècle fut reconstruite en style baroque en 1717 : l'église possède une nef à toit plat, des peintures d'évangélistes de la fin du XVIIe siècle, une tour de 1722 et deux cloches, dont la plus ancienne date de 1378.

## Galerie

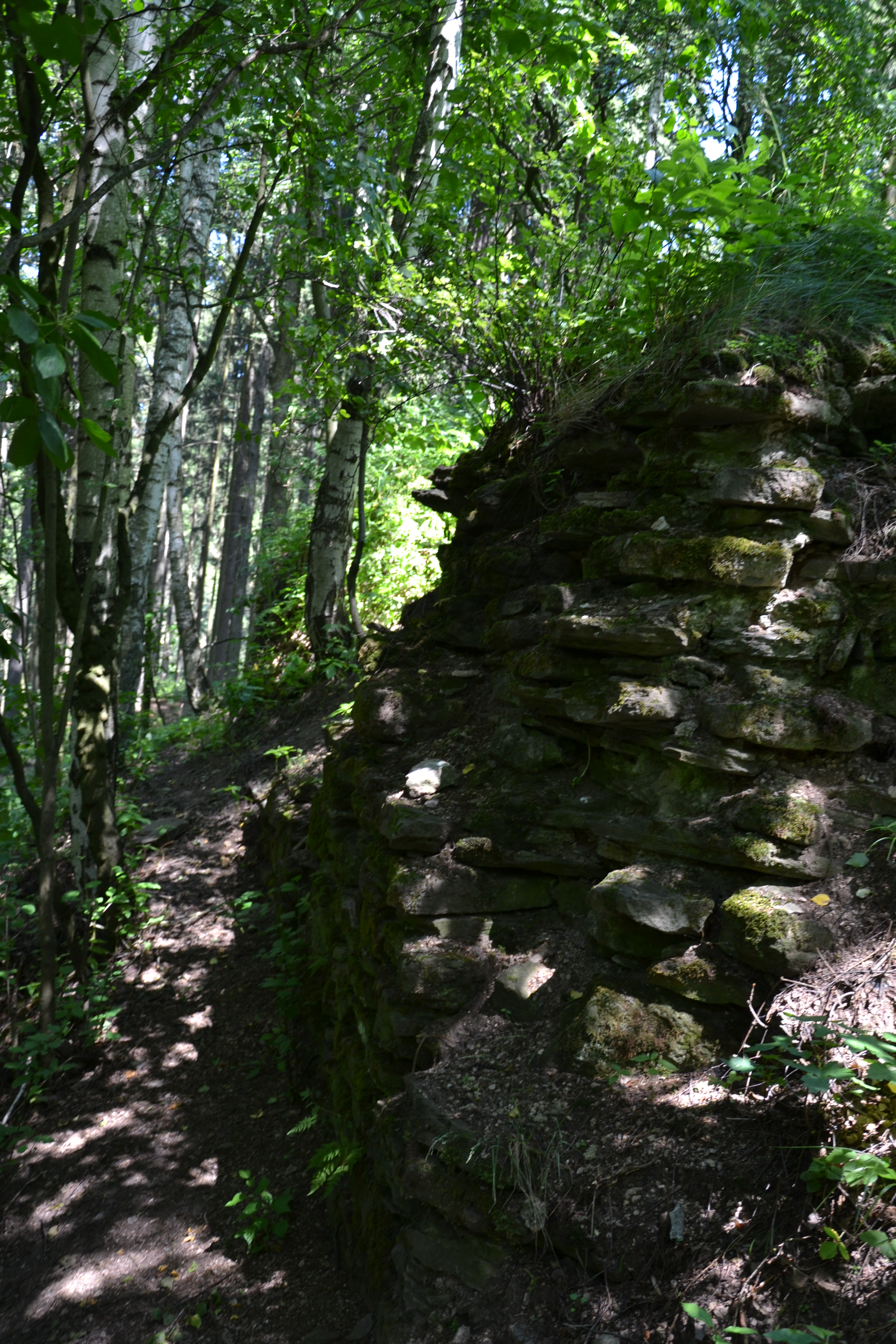
Vestiges du château de Košťálov.
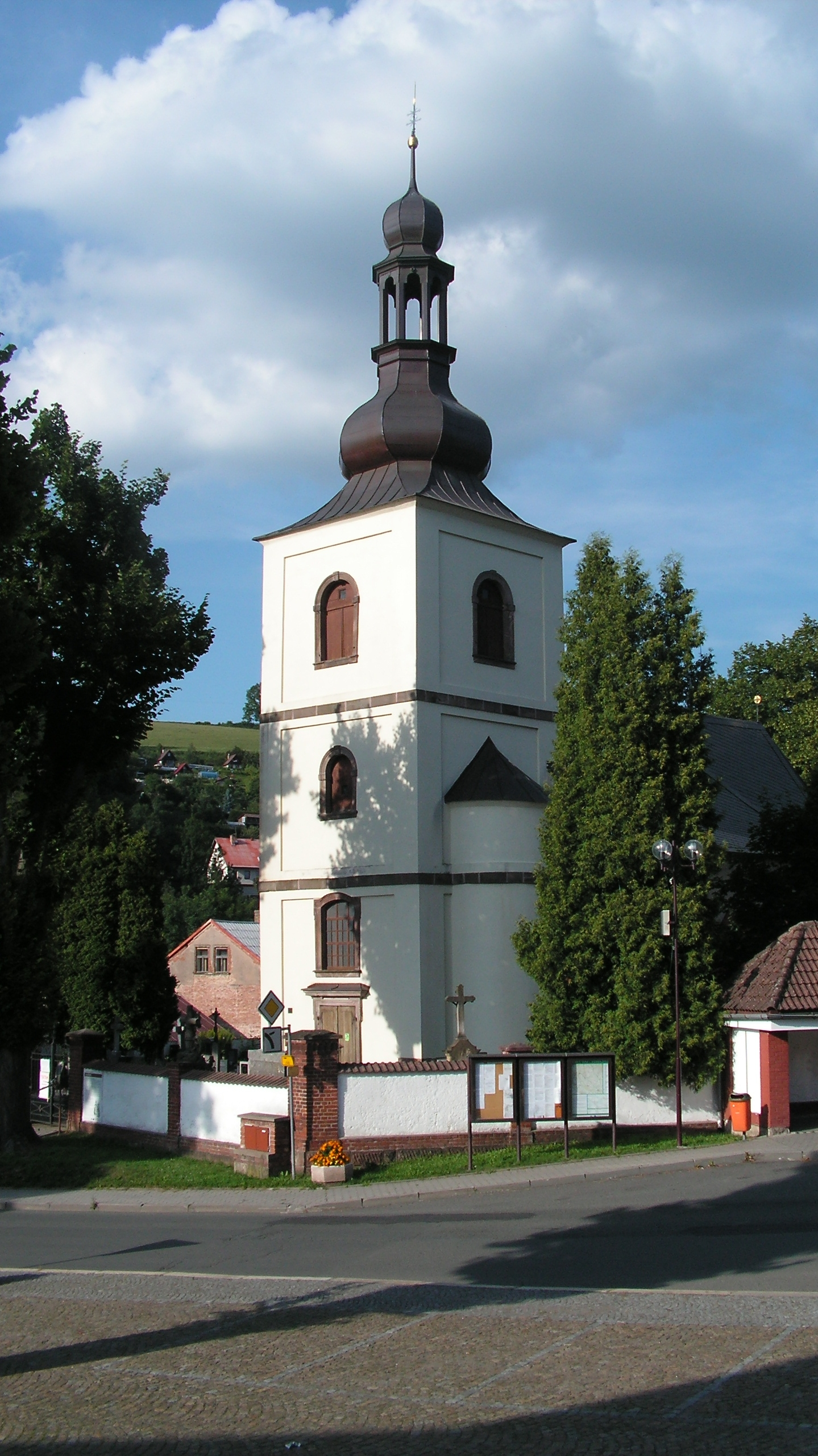
Église Saint-Jacques.
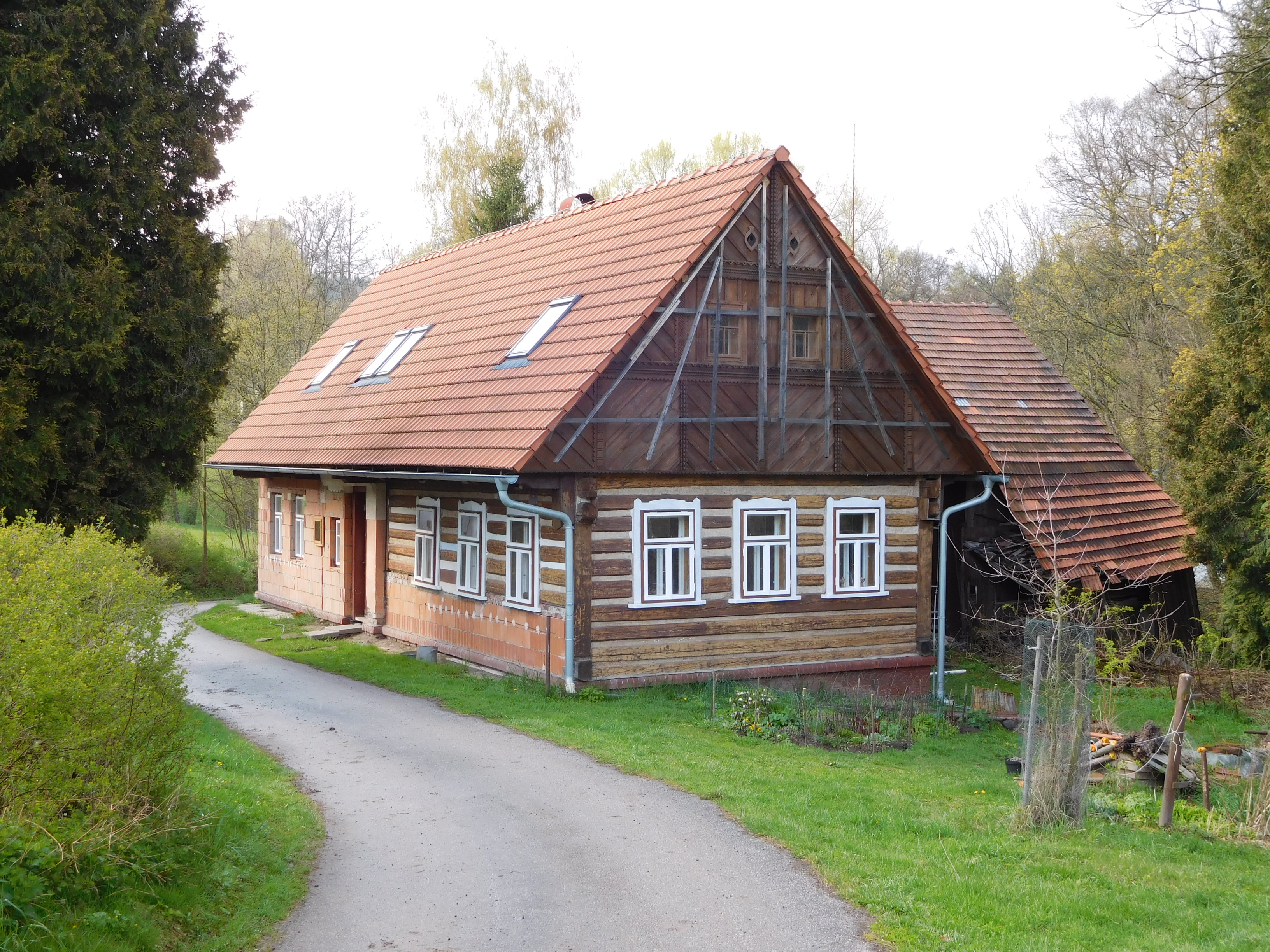
Architecture traditionnelle à Valdice.

## Administration
La commune se compose de quatre sections :
- Košťálov ;
- Čikvásky ;
- Kundratice ;
- Valdice.

## Transports
Par la route, Košťálov se trouve à 8 km de Semily, à 45 km de Liberec et à 114 km de Prague.